# Mexy
Mexy é uma comuna francesa na região administrativa de Grande Leste, no departamento de Meurthe-et-Moselle. Estende-se por uma área de 4,9 km². Em 2010 a comuna tinha 2 360 habitantes (densidade: 481,6 hab./km²).